# Elodea callitrichoides
Elodea callitrichoides là một loài thực vật có hoa trong họ Hydrocharitaceae. Loài này được (Rich.) Casp. mô tả khoa học đầu tiên năm 1857.